# Opération Looking Glass

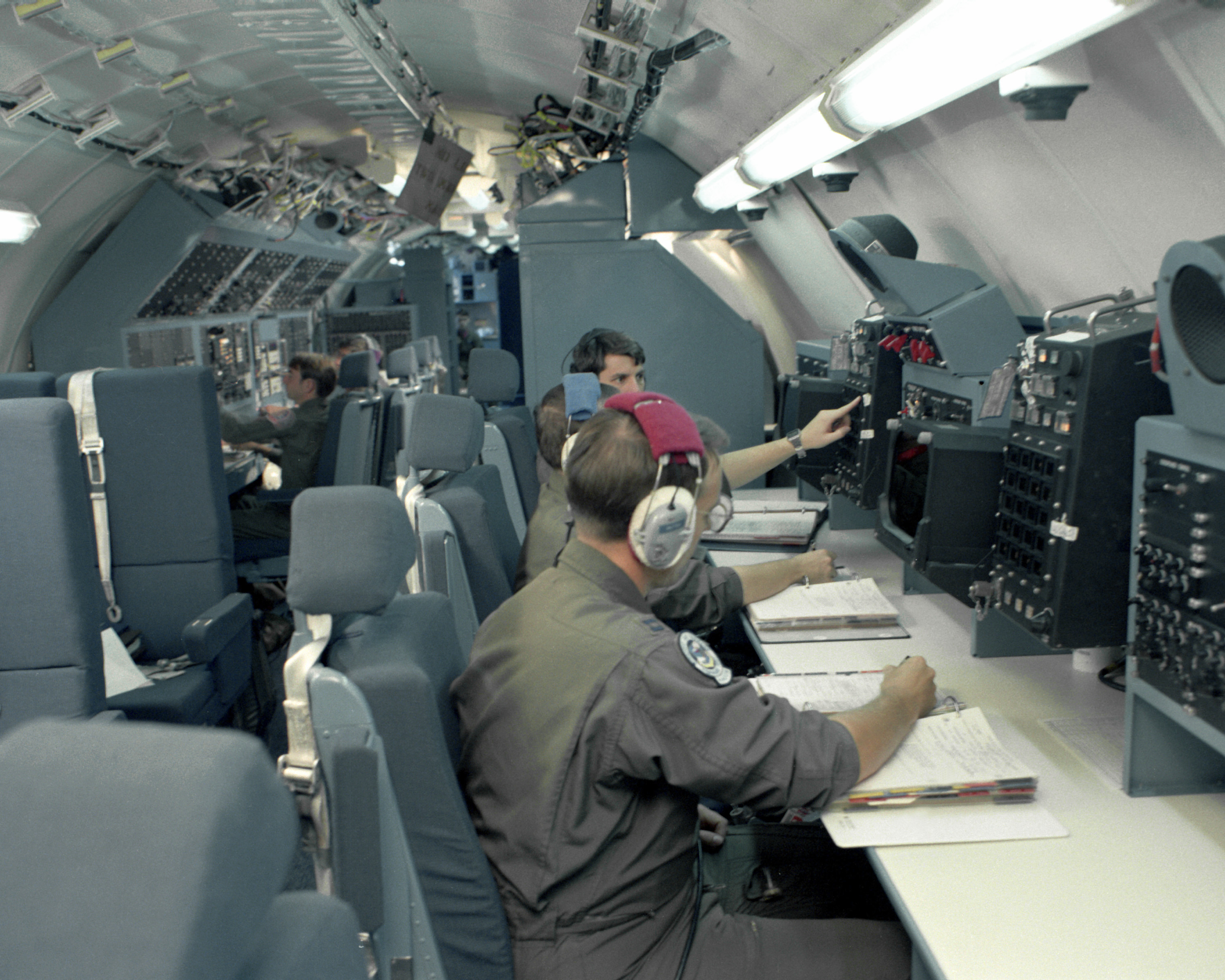
Personnel militaire américain à bord d'un avion Boeing EC-135 en 1987.

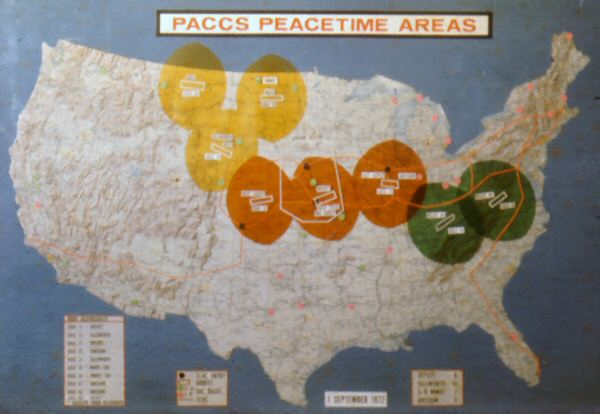
Zones de déploiement en 1972 des EC-135 engagé dans Looking Glass.

Pour les articles homonymes, voir Looking Glass.
L'opération Looking Glass (« Miroir » en anglais) a été accomplie dans le cadre d'une stratégie de riposte nucléaire américaine de longue durée. Des avions EC-135C Airborne Launch Control Center (ALCC), qui emportaient les codes et les instruments nécessaires pour déclencher les tirs de missiles balistique intercontinentaux de l'arsenal nucléaire des États-Unis, ont été maintenus en vol permanent de 1961 à 1990 dans le cadre du Post-Attack Command and Control System.
Le Strategic Air Command a lancé l'opération Looking Glass le 3 février 1961. Des avions EC-135C étaient dirigés depuis l’Airborne Command Post (ABNCP) logé sur l'Offutt AFB au Nebraska. Ils étaient soutenus par des avions en provenance d'autres bases aériennes américaines. Les EC-135 ont toujours été en vol, 24 heures par jour, pendant 29 années de suite jusqu'au 24 juillet 1990, où les forces opérationnelles ont été mises en alerte perpétuelle, mais les avions au sol, prêts à décoller. À cette date, ils ont accumulé 281 000 heures de vol sans accident. En 1992, après la dissolution du SAC, la mission est reprise par l’United States Strategic Command. Les appareils servent au contrôle des missiles balistiques basés à terre de l’USAF sous le nom de Airborne Launch Control System.
L'US Air Force a poursuivi cette mission jusqu'au 1er octobre 1998, lorsque la mission a été reprise par l'opération TACAMO (Take Charge and Move Out) de l’United States Navy utilisant le Boeing E-6 Mercury.